# Vilmos Nagy
Vilmos Nagy (n. 30 mai 1884, Praid, județul Harghita — d. 21 iunie 1976, Piliscsaba, Pesta) a fost un general maghiar, distins ca drept între popoare în anul 1965. Uneori este menționat cu supranumele de Nagybaczon, în maghiară Nagybaczoni, cu referire la localitatea Bățanii Mari.

## Studii
În anul 1902 a absolvit ca premiant Liceul Reformat „Kocsárd Kún” din Orăștie. În anii următori a urmat ca bursier cursurile Academiei Militare Ludovika din Budapesta.

## Activitatea umanitară
În timpul celui de-al doilea război mondial s-a opus deportării a circa 10.000 de evrei la minele de cupru din Bor, Serbia. Acest fapt, precum și încercarea sa de a stăvili antisemitismul din rândurile armatei maghiare, au dus la ridiculizarea sa drept „lacheu al evreilor” (Zsidóbérenc). În aceste condiții și-a dat demisia din funcția de ministru al apărării în data de 8 iunie 1943. Locul său a fost luat de Lajos Csatay, un adept al colaborării strânse cu naziștii.

## Memoria
În data de 9 septembrie 2000 a primit post-mortem titlul de cetățean de onoare al localității Piliscsaba.